# Ryton (Tyne and Wear)
Ryton – miasto w Anglii, w hrabstwie ceremonialnym Tyne and Wear, w dystrykcie metropolitalnym Gateshead. Leży 10 km na zachód od centrum Newcastle i 400 km na północ od Londynu. W 2001 roku miasto liczyło 15 742 mieszkańców.